# Maria (film, 2024)
Maria är en amerikansk biografisk musik- och dramafilm från 2024. Filmen är regisserad av Pablo Larraín efter ett manus skrivet av Steven Knight, Filmen är baserad på Maria Callas liv.
Filmen hade biopremiär i Sverige den 31 januari 2025, utgiven av Noble Entertainment.

## Handling
Filmen handlar om Maria Callas, en av världens största operasångerska, under hennes sista dagar i 1970-talets Paris.

## Rollista (i urval)
- Angelina Jolie – Maria Callas
  - Aggelina Papadopoulou – Maria Callas, som ung
- Pierfrancesco Favino – Ferruccio
- Alba Rohrwacher – Bruna
- Haluk Bilginer – Aristotle Onassis
- Kodi Smit-McPhee – Mandrax
- Valeria Golino – Yakinthi Callas
- Alessandro Bressanello – Giovanni Battista Meneghini
- Caspar Phillipson – John F. Kennedy